# Lucie Bryon
Lucie Bryon, née en 1990, est une autrice de bande dessinée et illustratrice française. Elle est notamment connue pour le roman graphique Voleuse. Elle signe aussi sous le pseudonyme de Luchie.

## Biographie
Lucie Bryon est diplômée de l’ESA de Saint-Luc de Bruxelles[Quand ?]. Ses influences comptent à la fois la bande dessinée franco-belge, les comics, la BD indépendante et le manga,. Sur Internet, elle utilise aussi le pseudonyme Luchie.
En 2013, Lucie Bryon se fait remarquer sur Internet en publiant Introversion, récit de six planches en anglais.
Avec la scénariste Nathalie Dargent, Lucie Bryon publie, à partir de 2017, la série jeunesse Les Enquêtes des Enfants capables (éd. Milan), favorablement accueilli dans certains médias bédéphiles,,. En 2020, sur un scénario de Guillaume Bianco, elle livre le premier volume de Mini-maîtresse, aux éditions Bayard.
En 2022 aux éditions Sarbacane elle agit en tant qu'autrice complète avec Voleuse, son premier roman graphique, de style romance et young adult. La narration porte sur une lycéenne, Ella, « empreinte d’un amour profond envers l’une de ses camarades de classe : Madeleine ». Lucie Bryon y présente « un style hybride unique, marqué par des inspirations de bande dessinée occidentales autant que japonaises ». L'ouvrage attire des critiques favorables dans plusieurs médias bédéphiles,, et généralistes,,,,. L'album figure dans la catégorie « jeunesse » du festival d'Angoulême 2023, pour le prix de la BD France Bleu 2023 et parmi la sélection du prix Ouest-France /Quai des Bulles. L'ouvrage remporte le prix BD Lycées 2023 à Sablé-sur-Sarthe.
En 2023, elle s'associe avec Matthieu Gargallo pour Patatras au royaume de Tralala (éditions Sens Dessus Dessous), qui reçoit le prix Le Point du livre jeunesse dans la catégorie « album ».

## Œuvres

### Bande dessinée
- Les Enquêtes des Enfants capables (dessin), scénario de Nathalie Dargent, éd. Milan, coll. « BD Kids » : 6 volumes entre 2017 et 2022.
- Mini-maîtresse (dessin), scénario de Guillaume Bianco, éd. Bayard, coll. BD Kids.

1. C'est elle qui commande !, 2020  (ISBN 9782408009175)

- Voleuse (scénario, dessin et couleurs), éd. Sarbacane, 2022  (ISBN 9782377317813)
- Happy Endings (scénario, dessin et couleurs, éd. Sarbacane, 2024  (ISBN 9791040805267)

### Illustration
- Déguisements, texte de Myriam et Nicolas Martelle, éd. Milan, coll. « Copain jeux », 2015  (ISBN 978-2-7459-7466-2)
- Farces et attrapes, texte de Myriam et Nicolas Martelle, éd. Milan, coll. « Copain jeux », 2015  (ISBN 978-2-7459-7128-9)
- Patatras au royaume de Tralala, avec Matthieu Gargallo, éditions Sens Dessus Dessous, 2023  (ISBN 978-2385070090)